# Wilhelm Fahrmbacher
Wilhelm Fahrmbacher (19 de setembro de 1888 - 27 de abril de 1970) foi um oficial alemão que serviu no Deutsches Heer durante a Segunda Guerra Mundial. Foi condecorado com a Cruz de Cavaleiro da Cruz de Ferro.

## Condecorações
| Cruz de Ferro (1914) 2ª Classe     | 2 de outubro de 1914  |
| Cruz de Ferro (1914) 1ª Classe     | 16 de junho de 1917   |
| Cruz de Ferro (1939) 2ª Classe     | 21 de maio de 1940    |
| Cruz de Ferro (1939) 1ª Classe     | 11 de junho de 1940   |
| Cruz Germânica em Prata            | 30 de outubro de 1943 |
| Cruz de Cavaleiro da Cruz de Ferro | 24 de junho de 1940   |